# 抗弁
抗弁（抗辯、こうべん、ドイツ語:Einrede）とは、民事訴訟において、被告（反訴の場合は反訴被告たる原告。以下同様。）が原告（反訴の場合は反訴原告たる被告。以下同様。）の申立て（請求）を排斥するために、その基礎となる事実（請求原因事実、ドイツ語:Klagegrund）と両立しつつその法律効果を排斥する別個の事実をいう。
その主張および当該主張を基礎づける証拠の申出は防御方法の一種である。請求原因事実と両立する点で、単に請求原因事実を否定する（積極）否認と異なる。

## 主張立証責任
抗弁事実については、被告が主張責任及び立証責任を負う。

## 再抗弁・再々抗弁
被告の抗弁に対して、原告が、抗弁事実に基づく法律効果を排斥するために、これと両立する新たな別個の事実を主張することを再抗弁といい、以下、再々抗弁（ドイツ語:Replik）、再々々抗弁（ドイツ語:Duplik）、再々々々抗弁（ドイツ語:Triplik）と続く。
再抗弁事実や再々々抗弁の主張および当該主張を基礎づける証拠の申出は攻撃方法の一種であり、再々抗弁や再々々々抗弁の主張および当該主張を基礎づける証拠の申出は防御方法の一種である。

## 事例

### 売買代金支払請求訴訟
- 原告　請求原因
  - 原告は、○年○月○日、被告に対し、○○を○○円で売った（本件売買）。
- 被告　抗弁
  - ○年○月○日が経過した。消滅時効を援用する（消滅時効の抗弁）。

※売買契約と両立し、かつ売買代金債権の消滅という原告の請求原因を排斥する事実の主張であるため、抗弁である。
- 原告　再抗弁
  - 被告は、○年○月○日、原告に対して、本件売買に係る売買代金債権を承認する旨を述べた（時効中断の再抗弁）。

### 所有権に基づく土地の明渡請求訴訟
- 原告　請求原因
  - 訴外Aによる、○年○月○日における本件土地の所有
  - 原告は、○年○月○日、訴外Aから本件土地を○○円で買った
  - 被告の現在占有
- 被告　抗弁
  - 原告は、○年○月○日、Bに本件土地を○○円で売った（本件売買）（所有権喪失の抗弁）

※原告がある時点までは土地を所有していたものの、後に土地を売り所有権を失っているとの主張であり、抗弁である。
- 原告　再抗弁
  - 本件売買は、被告とBが通じてなした虚偽の意思表示である（通謀虚偽表示の再抗弁）。